# Ekebysjön (Markims socken, Uppland)
Ekebysjön är en sjö i Vallentuna kommun i Uppland och ingår i Norrströms huvudavrinningsområde.